# Rubén Ferrer Alfaro
Rubén Ferrer Alfaro (Quibdó, 1849-Pavarandocito, 24 de noviembre de 1915) fue un político, abogado y militar colombiano. 
Se desempeñó como gobernador de Antioquia. 

## Biografía
Nació en Quibdó en 1849. Estudió derecho en el Colegio del Estado de Antioquia, actualmente la Universidad de Antioquia. Después fue nombrado Juez de Circuito de Antioquia y en 1875 alcanzó un escaño en la Asamblea del Estado de Antioquia. 
Al año siguiente, en 1876, se unió a las fuerzas insurrectas conservadoras que se enfrentaron al gobierno de Aquileo Parra en la Guerra de las Escuelas, combatiendo en las campañas de Tolima y Antioquia, hasta el Acuerdo de Manizales. Derrotados los rebeldes, y derrocado el gobierno conservador de Silverio Arango, se retiró de la vida pública y se dedicó al comercio en el occidente del Estado. En 1899, regresó a la vida pública y de nuevo fue nombrado Juez de Circuito de Antioquia. Cuando estalló la Guerra de los Mil Días, se unió a las fuerzas del conservadurismo y combatió en la Costa Atlántica, fue Jefe del Estado Mayor del Ejército División Antioquia y fue herido en la batalla de María La Baja. 
Su actuación en la Guerra le valió ser nombrado en 1908 como gobernador de Antioquia por parte del presidente Rafael Reyes. Ocupó el cargo hasta la caída del gobierno de Reyes y, posterior a esto, se retiró definitivamente a la población de Pavarandocito, done murió el 24 de noviembre de 1915. 

### Familia
Su padre fue Vicente Ferrer Scarpetta, hijo del militar español Carlos Ferrer Xiques, quien fue fusilado durante la Guerra de Independencia de Colombia por parte de José María Córdova, y de Virginia Alfaro Montalvo. Era primo del poeta Jorge Isaacs Ferrer, cuya madre era hermana de su padre Vicente. 
Fue tío del también gobernador Dionisio Arango Ferrer, quien era hijo de su hermana, Mercedes Ferrer Alfaro, y del político Dionisio Arango Mejía, quien llegó a ser Ministro de Gobierno de Colombia. Arango Ferrer fue el bisabuelo del Ministro de Cultura Juan Luis Mejía Arango. Otro hermano de Ferrer Alfaro fue el senador Julio Ferrer Alfaro. 